# Liste der Naturdenkmale in Aidlingen
| Naturdenkmale | Anzahl |
| ------------- | ------ |
| FND           | 27     |
| END           | 19     |
| Gesamt        | 46     |

Die Liste der Naturdenkmale in Aidlingen nennt die verordneten Naturdenkmale (ND) der im baden-württembergischen Landkreis Böblingen liegenden Gemeinde Aidlingen. In Aidlingen gibt es insgesamt 46 als Naturdenkmal geschützte Objekte, davon 27 flächenhafte Naturdenkmale (FND) und 19 Einzelgebilde-Naturdenkmale (END).
Stand: 31. Oktober 2016.

## Flächenhafte Naturdenkmale (FND)
| Name                             | Bild | Kennung     | Einzelheiten | Position | Fläche Hektar | Datum         |
| -------------------------------- | ---- | ----------- | ------------ | -------- | ------------- | ------------- |
| Feuchtwiese Neue Wiesen          | BW   | 81150010015 | Aidlingen    | ⊙        | 0,4           | 23. Jan. 1992 |
| Feuchtwiese Tal                  | BW   | 81150010025 | Aidlingen    | ⊙        | 1,3           | 23. Jan. 1992 |
| Halbtrockenrasen Amtshalde       | BW   | 81150010010 | Aidlingen    | ⊙        | 0,5           | 23. Jan. 1992 |
| Halbtrockenrasen Laidorf         | BW   | 81150010014 | Aidlingen    | ⊙        | 3,8           | 23. Jan. 1992 |
| Halbtrockenrasen Steinenbühl     | BW   | 81150010024 | Aidlingen    | ⊙        | 0,3           | 23. Jan. 1992 |
| Halbtrockenrasen Wolfspfad       | BW   | 81150010038 | Aidlingen    | ⊙        | 0,5           | 23. Jan. 1992 |
| Heidefläche Berg                 | BW   | 81150010023 | Aidlingen    | ⊙        | 0,7           | 23. Jan. 1992 |
| Heidefläche Höhe                 | BW   | 81150010027 | Aidlingen    | ⊙        | 0,7           | 23. Jan. 1992 |
| Heideflächen an der Steige       | BW   | 81150010040 | Aidlingen    | ⊙        | 1,6           | 23. Jan. 1992 |
| Heideflächen Ebene               | BW   | 81150010021 | Aidlingen    | ⊙        | 0,6           | 23. Jan. 1992 |
| Linden auf dem Steigle           | BW   | 81150010013 | Aidlingen    | ⊙        | 0,8           | 23. Jan. 1992 |
| Lindenallee Aidlingen - Ehningen | BW   | 81150010011 | Aidlingen    | ⊙        | 8,0           | 23. Jan. 1992 |
| Lindenallee Aidlingen            | BW   | 81150010007 | Aidlingen    | ⊙        | 3,4           | 23. Jan. 1992 |
| Lindenallee Deufringen           |      | 81150010020 | Aidlingen    | ⊙        | 3,0           | 23. Jan. 1992 |
| Pflanzenstandort Hummelberg      |      | 81150010046 | Aidlingen    | ⊙        | 3,2           | 23. Jan. 1992 |
| Unholdenbühl                     | BW   | 81150010012 | Aidlingen    | ⊙        | 1,6           | 23. Jan. 1992 |
| Wacholderheide beim Ursprung     |      | 81150010036 | Aidlingen    | ⊙        | 0,8           | 23. Jan. 1992 |
| Wacholderheide Brunnenberg       |      | 81150010009 | Aidlingen    | ⊙        | 3,0           | 23. Jan. 1992 |
| Wacholderheide Eckberg           | BW   | 81150010026 | Aidlingen    | ⊙        | 4,3           | 23. Jan. 1992 |
| Wacholderheide Eckweg            | BW   | 81150010042 | Aidlingen    | ⊙        | 2,7           | 23. Jan. 1992 |
| Wacholderheide Galgenberg        | BW   | 81150010041 | Aidlingen    | ⊙        | 4,0           | 23. Jan. 1992 |
| Wacholderheide Höhnle            | BW   | 81150010044 | Aidlingen    | ⊙        | 1,7           | 23. Jan. 1992 |
| Wacholderheide Oberer Grund      | BW   | 81150010043 | Aidlingen    | ⊙        | 0,5           | 23. Jan. 1992 |
| Wacholderheide Schallenberg      | BW   | 81150010037 | Aidlingen    | ⊙        | 2,7           | 23. Jan. 1992 |
| Wacholderheide Steinenberg       | BW   | 81150010039 | Aidlingen    | ⊙        | 3,3           | 23. Jan. 1992 |
| Wacholderheide Tauschfeld        |      | 81150010022 | Aidlingen    | ⊙        | 4,0           | 23. Jan. 1992 |
| Wacholderheide Unteres Heckental | BW   | 81150010045 | Aidlingen    | ⊙        | 2,3           | 23. Jan. 1992 |
| Legende für Naturdenkmal         |      |             |              |          |               |               |

## Einzelgebilde (END)
| Name                            | Bild | Kennung     | Einzelheiten | Position | Fläche Hektar | Datum         |
| ------------------------------- | ---- | ----------- | ------------ | -------- | ------------- | ------------- |
| Alte Linde Deufringen           |      | 81150010016 | Aidlingen    | ⊙        | 0,0           | 23. Jan. 1992 |
| Dicke Eiche                     | BW   | 81150010002 | Aidlingen    | ⊙        | 0,0           | 23. Jan. 1992 |
| Drei Eichen und 1 Weißbuche     | BW   | 81150010004 | Aidlingen    | ⊙        | 0,0           | 23. Jan. 1992 |
| Drei Linden mit Grubbank        |      | 81150010017 | Aidlingen    | ⊙        | 0,0           | 23. Jan. 1992 |
| Drei Linden Nächster Wald       | BW   | 81150010018 | Aidlingen    | ⊙        | 0,0           | 23. Jan. 1992 |
| Eiche an der Lauchallee         | BW   | 81150010005 | Aidlingen    | ⊙        | 0,0           | 23. Jan. 1992 |
| Eiche im Steigwald              |      | 81150010001 | Aidlingen    | ???      | 0,0           | 23. Jan. 1992 |
| Eiche Wasserbaum                |      | 81150010033 | Aidlingen    | ⊙        | 0,0           | 23. Jan. 1992 |
| Große Buche                     | BW   | 81150010032 | Aidlingen    | ⊙        | 0,0           | 23. Jan. 1992 |
| Große Linde Dachtel             |      | 81150010030 | Aidlingen    | ⊙        | 0,0           | 23. Jan. 1992 |
| Linde am Waldeck                | BW   | 81150010006 | Aidlingen    | ⊙        | 0,0           | 23. Jan. 1992 |
| Linde an der Steige             | BW   | 81150010029 | Aidlingen    | ⊙        | 0,0           | 23. Jan. 1992 |
| Linde Dachtel                   | BW   | 81150010028 | Aidlingen    | ⊙        | 0,0           | 23. Jan. 1992 |
| Linde mit 1 Traubeneiche        |      | 81150010035 | Aidlingen    | ⊙        | 0,0           | 23. Jan. 1992 |
| Linde Südtrauf Raigelwald       |      | 81150010003 | Aidlingen    | ⊙        | 0,0           | 23. Jan. 1992 |
| Linde vor der Deufringer Kirche |      | 81150010019 | Aidlingen    | ⊙        | 0,0           | 23. Jan. 1992 |
| Winterlinde Buschmichel         | BW   | 81150010008 | Aidlingen    | ⊙        | 0,0           | 23. Jan. 1992 |
| 3 Buchen                        |      | 81150010034 | Aidlingen    | ⊙        | 0,0           | 23. Jan. 1992 |
| 9 Buchen                        |      | 81150010031 | Aidlingen    | ⊙        | 0,0           | 23. Jan. 1992 |
| Legende für Naturdenkmal        |      |             |              |          |               |               |